# Гулявник Лёзеля
Гулявник Лёзеля, или Гулявник Лёзелиев (лат. Sisymbrium loeselii) — вид однолетних травянистых растений семейства Капустные (Brassicaceae). Видовой эпитет дан в честь Иоганна Лёзеля, немецкого врача и ботаника первой половины XVII века.

## Ботаническое описание
Однолетнее травянистое растение высотой 30-60 см. Стебель изредка ветвистый от основания, обычно — в верхней части, покрыт жёсткими оттопыренными волосками.
Листья лировидно-перистораздельные или струговидные (напоминают листья одуванчика), верхний сегмент намного крупнее остальных. Край зубчатый. Нижние листья часто жёстковолосистые, с продолговатыми сегментами, верхние — голые, с ланцетными боковыми долями.
Чашелистики ланцетные 3-4 мм длиной и 2-3 мм шириной, часто желтоватые. Лепестки 5-7 × 2-3 мм, жёлтые. В средней полосе России цветёт в июне-июле, плодоносит в июле-августе.
Плод — стручок без опушения или с редкими волосками, длиной до 4 см, в 2-3 раза длиннее цветоножки.
Хромосомное число 2n=14.

## Распространение и экология
Природный ареал охватывает территории Европы, Кавказа, Средней Азии, Ирана, Монголии. В России встречается во многих районах европейской части (за исключением самых северных), в Предкавказье, Западной Сибири и на юге Дальнего Востока. Вид включен в ботанический атлас растений Ленинградской области.
Рудеральное сорное растение, произрастает на пустырях, огородах, залежах, по обочинам дорог, насыпям железнодорожных путей, вдоль улиц. В природе — на легких песчаных почвах степей и лугов.

## Хозяйственное значение
Вид включен в список нетрадиционных кормовых растений как кормовое, сидератное, силосное, масличное, пищевое, лекарственное, медоносное растение.

## Классификация

### Таксономия
Sisymbrium loeselii L., 1755, Cent. Pl. I : 18
Вид Гулявник Лёзеля относится к роду Гулявник (Sisymbrium) семейства Капустные (Brassicaceae) порядка Капустоцветные (Brassicales). Кладограмма в соответствии с Системой APG IV по состоянию на июнь 2023 года:
|  |                                      |  |                                   |                                   |                     |  | ещё 16 семейств | ещё 16 семейств |                 |  |  |  | еще 52 подтвержденных вида и 77 видов, ожидающих подтверждения |
|  |                                      |  |                                   |                                   |                     |  | ещё 16 семейств | ещё 16 семейств |                 |  |  |  | еще 52 подтвержденных вида и 77 видов, ожидающих подтверждения |
|  |                                      |  |                                   | порядок Капустоцветные            |                     |  |                 |                 | род Гулявник    |  |  |  |                                                                |
|  |                                      |  |                                   | порядок Капустоцветные            |                     |  |                 |                 | род Гулявник    |  |  |  |                                                                |
|  | отдел Цветковые, или Покрытосеменные |  |                                   |                                   | семейство Капустные |  |                 |                 | Гулявник Лёзеля |  |  |  |                                                                |
|  | отдел Цветковые, или Покрытосеменные |  |                                   |                                   | семейство Капустные |  |                 |                 |                 |  |  |  |                                                                |
|  |                                      |  | ещё 63 порядка цветковых растений | ещё 63 порядка цветковых растений |                     |  |                 | ещё 354 рода    | ещё 354 рода    |  |  |  |                                                                |
|  |                                      |  |                                   | ещё 63 порядка цветковых растений |                     |  |                 |                 | ещё 354 рода    |  |  |  |                                                                |

### Синонимы
- Crucifera loeselii  E.H.L.Krause
- Erysimum loeselii  (L.)  Rupr.
- Erysimum loesellii  (L.)  Farw.
- Hesperis decipiens  Kuntze
- Hesperis loeselii  Kuntze
- Leptocarpaea loeselii  DC.
- Nasturtium loeselii  (L.)  E.H.L.Krause
- Nasturtium loeselium  (L.) Krause
- Norta loeselii  Rydb.
- Sisymbrium decipiens  Bunge
- Sisymbrium glabratum  Stapf  ex  O.E.Schulz
- Sisymbrium hastifolium  Stapf
- Sisymbrium loeselii var. brevicarpum  C.H.An
- Sisymbrium loeselii var. loeselii  –
- Sisymbrium turcomanicum  Litv.
- Turritis loeselii  W.T.Aiton